# Лебедзін (Августівський повіт)
Лебедзін (пол. Lebiedzin) — село в Польщі, у гміні Штабін Августівського повіту Підляського воєводства.
Населення — 165 осіб (2011).
У 1975-1998 роках село належало до Сувальського воєводства.

## Демографія
Демографічна структура станом на 31 березня 2011 року:
|          | Загалом | Допрацездатний вік | Працездатний вік | Постпрацездатний вік |
| -------- | ------- | ------------------ | ---------------- | -------------------- |
| Чоловіки | 80      | 15                 | 54               | 11                   |
| Жінки    | 85      | 17                 | 46               | 22                   |
| Разом    | 165     | 32                 | 100              | 33                   |